# Saint-Martin-d'Écublei
Saint-Martin-d'Écublei is een gemeente in het Franse departement Orne (regio Normandië) en telt 551 inwoners (2005). De plaats maakt deel uit van het arrondissement Mortagne-au-Perche.

## Geografie
De oppervlakte van Saint-Martin-d'Écublei bedraagt 12,0 km², de bevolkingsdichtheid is 45,9 inwoners per km².
De onderstaande kaart toont de ligging van Saint-Martin-d'Écublei met de belangrijkste infrastructuur en aangrenzende gemeenten.

## Demografie
Onderstaande figuur toont het verloop van het inwonertal (bron: INSEE-tellingen).